# Jessé Ier de Karthli
Jessé Ier de Karthli (en géorgien : იესე I, Iese I), Ali-Qouli-Khan puis Moustapha Pacha (1680/1681 et 1727) est un roi de Karthli ayant régné de 1714 à 1716 et de 1724 à 1727.

## Biographie
Jessé est le fils du régent Levan de Karthli et de sa seconde épouse. Comme les autres membres de sa famille, il accompagne son père à la cour du Chah séfévide où il devient musulman sous le nom d’Ali-Qouli-Khan. Il fait ensuite une carrière dans l’administration iranienne et combat sous les ordres de son oncle Georges XI de Karthli et de son demi-frère Kai-Khosrov Ier de Karthli. Il est successivement Naib (1708-1709), puis Beylerbey (1708-1709) du Kerman, puis général de l’artillerie dans l’armée perse (1711-1714).
En mars 1714, il est nommé Vali (« vice-roi ») de Karthli à la place de son demi-frère aîné Vakhtang VI, qui refuse de se convertir à l’islam, bien qu’il exerce de facto le gouvernement du Karthli depuis 1703. Le règne de Jessé se résume à des interventions conjointes avec le roi également musulman David II Iman-Qouli-Khan contre les incursions de pillage des tribus de Lezsguiens du Daghestan, et à l’opposition de la noblesse géorgienne.
En juin 1716, il est remplacé par son frère qui a finalement accepté de devenir musulman et qui devient roi sous le nom de Vakhtang VI Hussain Qouli-Khan. Jessé tente de s’enfuir en Kakhétie mais il est capturé par Bakar Ier Shah Nawaz Khan IV, le fils et régent de Vakhtang VI Hussain Qouli-Khan. Jessé redevient alors chrétien, il est relâché par son frère et obtient la principauté de Moukrani de 1719 à 1723.
Lorsque le roi Constantin II Mahmoud-Qouli-Khan obtient en 1723 du Chah de Perse le titre de roi de Karthli et entre en campagne contre Bakar Ier et Vakhtang VI, il déserte le parti de son frère et fait sa soumission au commandant de l’armée ottomane, qui envahit la Géorgie orientale. Jessé Ier redevient musulman, de rite sunnite cette fois, et obtient de la Sublime Porte d’être rétabli en 1724 comme roi de Karthli sous le nom de Moustapha Pacha. Il n'est en réalité qu’un simple fonctionnaire ottoman. À sa mort en 1727, la royauté de Karthli est abolie par les Ottomans, qui nomment comme simple gouverneur leur vassal Ishaq Ier Jakéli, pacha d'Akhaltsikhé.

## Mariage et descendance
Jessé Ier a eu deux épouses :
1. en 1712 Mariam (morte en 1714), fille du prince Éraste Kaplanishvili-Orbéliani, dont :
  - Artchil II Abdallah Beg ;
2. en 1715 Elene (morte en 1745 sous le nom de none d'« Élisabeth »), fille du roi Héraclius Ier de Kakhétie, dont :
  - Georges Hussain Beg, prétendant au trône de Karthli, exécuté en 1765 ;
  - Teimouraz, Catholicos-Patriarche de Géorgie sous le nom d' « Antoine Ier Didi » (« le Grand ») de 1744 à 1755 puis de 1764 à 1788 ;

Un autre fils Alexandre, qu'il eut avec une concubine fut grand-père du général russe Pierre de Bagration.